# Cartenna
Cartenna fou una ciutat de la costa de Numídia que després va quedar dins la província de Mauritània Cesariense sota el govern d'Octavi August. Estava situada a prop de la boca del riu Cartennus.
Fou colònia romana i estació militar. Per la situació als Itineraris es pensava que seria Mostaghanem però per una inscripció se sap sens dubte que és l'actual Tinis o Ténès, bastant més a l'est.
Destruïda pels vàndals i àrabs fou reconstruïda el 875 per àrabs o amazics retornats d'Hispània. Des de llavors es va dir Tinis. El 1520 la va ocupar Barba-roja. Sota domini francès (amb la grafia Tenes) es va establir una nova ciutat més important i moderna i l'antiga va passar a ser la Vella Tenes.

## Imperi Romà
L'emperador August hi va assentar els soldats de la segona legió (Plini el Vell. Naturalis Historia, V, 2.s.1).